# Centaurea pseudoscabiosa
Centaurea pseudoscabiosa — вид рослин роду волошка (Centaurea), з родини айстрових (Asteraceae).

## Середовище проживання
Поширений у Туреччині (Анатолія), Ірані, Грузії, Вірменії, Азербайджані, Північному Кавказі — Росія, Криму — Україна.